# Seven Kingdoms
Seven Kingdoms (chinês tradicional: 七王國, chinês simplificado: 七王国, pinyin: Qī Wáng Guó) é um jogo de computador real-time strategy (RTS) desenvolvido por Trevor Chan, da Enlight Software. O jogo permite que o jogador entre em competição com outros seis reinos, capturando seus edifícios, comprando terrenos, entre outras coisas.
O jogo foi sucedido por Seven Kingdoms II: The Fryhtan Wars. Em 2008, a Enlight lançou mais um título para a série: Seven Kingdoms: Conquest.
Em agosto de 2009, a Enlight anunciou que vai abrir o código-fonte do jogo para copyleft através dos termos da GPL, e lançou um website para os fans da série, em www.7kfans.com.
Em 2010, o jogo também foi portado para Linux.